# 紫花党参
紫花党参（学名：Codonopsis purpurea）为桔梗科党参属的植物。其种加词“purpurea”意为“紫色的”，指的是花为紫色的。分布在尼泊尔、印度以及中国大陆的云南、西藏等地，生长于海拔2,000米至3,300米的地区，一般生长在山地草丛、灌丛中以及林内树干上，目前尚未由人工引种栽培。
现接受名为山南参（Pankycodon purpureus (Wall.) D.Y.Hong & X.T.Ma, 2014）。